# Koh Band
Koh Band, eller Kuh Band, är ett distrikt i Afghanistan. Det ligger i provinsen Kapisa, i den nordöstra delen av landet, 70 kilometer norr om huvudstaden Kabul.
Distriktet beräknades år 2022 ha cirka 28 000 invånare.